# Díode túnel ressonant

Un mecanisme de funcionament d'un dispositiu de díode de túnel ressonant i resistència diferencial negativa en la característica de sortida. Hi ha una característica de resistència negativa després del primer pic de corrent, a causa d'una reducció del primer nivell d'energia per sota del nivell de Fermi de la font amb polarització de la porta. (Esquerra: diagrama de bandes ; Centre: coeficient de transmissió ; Dreta: característiques corrent-tensió). El comportament de resistència negatiu que es mostra a la figura de la dreta és causat per la posició relativa de l'estat confinat al nivell de Fermi de la font i al bandgap.

Un díode túnel ressonant (RTD) és un díode amb una estructura de túnel ressonant en què els electrons presenten efecte túnel a través d'alguns estats de ressonància a determinats nivells d'energia. La característica corrent-tensió sovint presenta regions de resistència diferencial negativa.
Tots els tipus de díodes túnel fan ús del túnel mecànic quàntic. La característica de la relació corrent-tensió d'un díode de túnel és la presència d'una o més regions de resistència diferencial negativa, que permeten moltes aplicacions úniques. Els díodes de túnel poden ser molt compactes i també són capaços d'operar a una velocitat ultra alta perquè l'efecte de túnel quàntic a través de les capes molt fines és un procés molt ràpid. Una àrea d'investigació activa es dirigeix a la construcció d'oscil·ladors i dispositius de commutació que puguin funcionar a freqüències de terahertz.
Un RTD es pot fabricar utilitzant molts tipus diferents de materials (com ara semiconductors III–V, tipus IV, II–VI) i diferents tipus d'estructures de túnel ressonants, com ara la unió p–n fortament dopada en díodes Esaki, doble barrera, triple barrera, pou quàntic o fil quàntic. L'estructura i el procés de fabricació dels díodes de túnel interbanda ressonants Si/SiGe són adequats per a la integració amb la moderna tecnologia bipolar d'heterounió Si/SiGe complementària de metall-òxid-semiconductor (CMOS).
Un tipus de RTD es forma com una única estructura de pou quàntic envoltada per barreres de capa molt prima. Aquesta estructura s'anomena estructura de doble barrera. Els portadors com els electrons i els forats només poden tenir valors d'energia discrets dins del pou quàntic. Quan es col·loca una tensió a través d'un RTD, s'emet una ona de terahertz, per això el valor d'energia dins del pou quàntic és igual al del costat de l'emissor. A mesura que augmenta la tensió, l'ona de terahertz s'extingeix perquè el valor energètic del pou quàntic està fora de l'energia del costat de l'emissor.
Aquesta estructura es pot fer créixer mitjançant heteroepitaxia de feix molecular. GaAs i AlAs en particular s'utilitzen per formar aquesta estructura. Es poden utilitzar AlAs/ InGaAs o InAlAs /InGaAs.
El funcionament dels circuits electrònics que contenen RTD es pot descriure mitjançant un sistema d'equacions de Liénard, que són una generalització de l'equació de l'oscil·lador de Van der Pol.